# Mohammed Emwazi
Mohammed Emwazi (àrab: محمد اموازي, Muḥammad Amwāzī) (Al Jahra, 17 d'agost de 1988 - Ar-Raqqà, 12 de novembre de 2015), nascut com a Muhammad Jassim Abdulkarim Olayan al-Dhafiri (àrab: محمد جاسم عبد الكريم عليان الظفيري, Muḥammad Jāsim ʿAbd al-Karīm ʿUlyān aẓ-Ẓafirī) fou un ciutadà britànic d'origen àrab que, suposadament, aparegué en diversos vídeos produïts pel grup extremista Estat Islàmic, on es mostrava com es decapitava diverses persones entre 2014 i 2015. Un grup d'ostatges el va nomenar «Jihadi John», ja que formava part d'una cèl·lula terrorista formada per quatre integrants, tots els quals parlaven amb accent britànic, i que van anomenar «The Beatles».
El 12 de novembre de 2015 les autoritats dels Estats Units van publicar que Emwazi havia estat abatut per un atac amb un aparell volador no tripulat a Ar-Raqqà, Síria, i l'endemà, les autoritats britàniques van confirmar que, amb un alt grau de certesa, Emwazi era mort.

## Biografia
Emwazi va néixer amb el nom de Muhammad Jassim Abdulkarim Olayan al-Dhafiri el 17 d'agost de 1988 a Kuwait, fill de Jassem i Ghaneyah. La família, d'ètnia Bedoon d'origen iraquià, vivia a la ciutat kuwaitiana d'Al Jahra, abans d'emigrar al Regne Unit el 1994, quan ell tenia sis anys. La família es va assentar en un suburbi a l'oest de Londres, canviant de residència sovint, primer a la zona de Maida Vale, després a St John's Wood, i finalment a Queen's Park. Emwazi va assistir a l'escola primària St Mary Magdalene Church of England, i posteriorment a la Quintin Kynaston School.
El 2006 va assistir a la Universitat de Westminster, on va estudiar sistemes d'informació amb gestió d'empreses. Tres anys més tard va aconseguir graduar-se en ciències. Als 21 anys va començar a treballar com a comercial en una empresa d'IT a Kuwait, essent considerat pel seu cap com el millor empleat que la companyia havia tingut mai.